# Truth Rising
Truth Rising è l'ottavo album in studio del gruppo musicale statunitense Hed P.E., pubblicato nel 2010.

## Tracce
1. Silence Is Betrayal (Intro) – 1:29
2. Truth Rising – 1:41
3. It's All Over – 3:42
4. The Capitalist Conspiracy (Intro) – 0:16
5. No Rest for the Wicked – 3:57
6. This Fire – 3:35
7. Takeover – 3:34
8. Stand Up (feat. Lajon Witherspoon dei Sevendust) – 4:00
9. Beijo Na Boca (Intro) – 0:43
10. Menina – 2:49
11. Universal Peace (Intro) – 0:40
12. Forward Go! – 4:48
13. Bad News – 3:49
14. Deepthroat (Intro) – 1:22
15. Murder – 4:45
16. The Hed Honcho (Outro) – 1:10
17. Children of the Fall – 3:27
18. Enough Secrecy (Intro) – 0:26
19. No More Secrets – 4:49
20. Whitehouse – 1:16
21. We Are the Ones (Intro) – 0:15
22. It's Alright! – 6:39

## Formazione
- Jahred Gomes - voce
- Mawk (Mark Young) - basso
- Jaxon Benge - chitarra
- Doug «DJ Product © 1969» Boyce - turntablism
- Trauma - batteria